# Phoradendron ravenii
Phoradendron ravenii är en sandelträdsväxtart som beskrevs av Kuijt. Phoradendron ravenii ingår i släktet Phoradendron och familjen sandelträdsväxter. Inga underarter finns listade i Catalogue of Life.